# جايسون ماكلولين
جايسون ماكلولين (بالإنجليزية: Jason McLaughlin)‏ (14 أبريل 1982 في الولايات المتحدة - ) هو لاعب كرة قدم أمريكي في مركز الوسط. لعب مع إمباكت مونتريال وPortland Timbers (2001–2010) ‏ وفانكوفر وايتكابس (نادي كرة قدم) وCapital FC ‏ وAugusta FireBall ‏ وأتلانتا سيلفرباكس.

## وصلات خارجية
- جايسون ماكلولين على موقع قاعدة بيانات كرة القدم.إي يو (الإنجليزية)